# Bergmann Mars
Bergmann Mars — самозарядный пистолет, разработанный Теодором Бергманном и Луисом Шмайсером и предназначавшийся для военного рынка. Пистолет Bergmann Mars имеет некоторое внешнее сходство с оружием потенциального конкурента за рынок военных заказов – Mauser C96. Пистолет «Bergmann Mars» является дальнейшей глубокой модернизацией ранних конструкций короткоствольного оружия  Бергманна и Шмайсера. Оружие было разработано после того, как Теодор Бергманн разделил конструкторскую деятельность на два отдельных направления: разработка пистолета для гражданского рынка - Bergmann Simplex и военного пистолета - Bergmann Mars.
Первые прототипы пистолета были разработаны под патрон 7,63 × 25 мм Маузер. В ходе дальнейшей разработки Bergmann Mars, конструкция пистолета была приведена под отдельно разработанный для него мощный патрон 9x23 мм Bergmann, более известный как 9×23 мм Ларго.
Пистолет состоит из рамки с рукояткой, ствола со ствольной коробкой, затвора, деталей ударно-спускового механизма и магазина. Щечки рукоятки деревянные, имеющие ромбовидную насечку. В нижней части рукоятки имеется антабка прямоугольной формы для пистолетного ремешка.